# Roger Raveel
Roger Henri Kamiel, chevalier Raveel, né le 15 juillet 1921 à Machelen (Flandre-Orientale) et mort le 30 janvier 2013 à Deinze, est un artiste peintre belge flamand. Un musée lui a été consacré à Machelen.

## Prix
- Prix Joost van den Vondel
- Médaille d'Or de la Communauté flamande
- Citoyen d'honneur de la commune de Zulte

## Distinctions
- Chevalier de l'ordre de la Couronne.
- Chevalier de l'ordre de Léopold.

Il est anobli chevalier par le roi Albert II de Belgique le 27 septembre 1995.  
Sa devise est Wit bewaar steeds je geheim (Blanc, conserve toujours ton secret).